# Welcome to Sweden
Welcome to Sweden – szwedzki, komediowy serial telewizyjny  wyprodukowany  przez Entertainment One, FLX, Syskon oraz Marobru Productions Inc. Serial jest emitowany od 21 marca 2014 roku przez TV4.
Twórcą serialu jest Greg Poehler. NBC nabyła prawa do serialu, który jest emitowany od 10 lipca 2014 roku

 5 sierpnia 2014 roku, stacja NBC zamówiła 2 sezon serialu 

29 lipca 2015 roku, stacja NBC anulowała serial po dwóch sezonach

## Fabuła
Serial opowiada historię Bruce, nowojorski księgowy, który z miłości do Szwedki o imieniu Emmy przeprowadza się do Sztokholmu.

## Obsada
- Greg Poehler jako Bruce Evans
- Josephine Bornebusch jako  Emma Wiik
- Lena Olin jako Viveka Wiik
- Claes Månsson jako Birger Wiik

## Role drugoplanowe
- Christopher Wagelin jako Gustaf Wiik
- Per Svensson jako  Bengt Wiik

## Odcinki
| Sezon | Sezon | Odcinki | Oryginalna emisja | Oryginalna emisja | Oryginalna emisja | Oryginalna emisja | Oryginalna emisja |
| Sezon | Sezon | Odcinki | Premiera sezonu   | Finał sezonu      | Premiera sezonu   | Finał sezonu      |                   |
| ----- | ----- | ------- | ----------------- | ----------------- | ----------------- | ----------------- | ----------------- |
|       | 1     | 10      | 21 marca 2014     | 14 maja 2014      | brak danych       | brak danych       |                   |
|       | 2     | 10      | 1 kwietnia 2015   | 3 czerwca 2015    | brak danych       | brak danych       |                   |

### Sezon 1 (2014)
| Nr | #  | Tytuł                        | Reżyseria    | Scenariusz                                                           | Premiera TV4     | Premiera     |
| -- | -- | ---------------------------- | ------------ | -------------------------------------------------------------------- | ---------------- | ------------ |
| 1  | 1  | Välkommen (Day One)          | Carl Åstrand | Greg Poehler, Josephine Bornebusch, Niclas Carlsson                  | 21 marca 2014    | nieemitowany |
| 2  | 2  | Språket (Learn the Language) | Carl Åstrand | Greg Poehler, Josephine Bornebusch, Niclas Carlsson                  | 28 marca 2014    | nieemitowany |
| 3  | 3  | Lägenhet (Proving Love)      | Carl Åstrand | Josephine Bornebusch, Niclas Carlsson, Greg Poehler                  | 4 kwietnia 2014  | nieemitowany |
| 4  | 4  | Farthinder (Get a Job)       | Carl Åstrand | Niclas Carlsson, Greg Poehler, Josephine Bornebusch                  | 11 kwietnia 2014 | nieemitowany |
| 5  | 5  | Vänner (Fitting In)          | Carl Åstrand | Josephine Bornebusch, Niclas Carlsson, Greg Poehler                  | 18 kwietnia 2014 | nieemitowany |
| 6  | 6  | Föräldrar (Parents!)         | Carl Åstrand | Greg Poehler, Josephine Bornebusch, Niclas Carlsson                  | 25 kwietnia 2014 | nieemitowany |
| 7  | 7  | Lagom (Homesick)             | Carl Åstrand | Greg Poehler, Josephine Bornebusch, Niclas Carlsson                  | 2 maja 2014      | nieemitowany |
| 8  | 8  | Förhållanden (Breakups)      | Carl Åstrand | Josephine Bornebusch, Niclas Carlsson, Greg Poehler                  | 7 maja 2014      | nieemitowany |
| 9  | 9  | Saknad (Separate Lives)      | Carl Åstrand | Peter Arrhenius, Niclas Carlsson, Greg Poehler, Josephine Bornebusch | 14 maja 2014     | nieemitowany |
| 10 | 10 | Återförening (Home)          | Carl Åstrand | Niclas Carlsson, Greg Poehler, Josephine Bornebusch                  | 14 maja 2014     | nieemitowany |

### Sezon 2 (2015)
| Nr | #  | Tytuł                                  | Reżyseria          | Scenariusz                     | Premiera TV4     | Premiera     |
| -- | -- | -------------------------------------- | ------------------ | ------------------------------ | ---------------- | ------------ |
| 11 | 1  | Frierie (Flash Mobt)                   | Ulf Kvensler       | Greg Poehler                   | 22 kwietnia 2015 | nieemitowany |
| 12 | 2  | Ljuden ( Searching for Bergman)        | Ulf Kvensler       | Ulf Kvensler                   | 8 kwietnia 2015  | nieemitowany |
| 13 | 3  | Skidresa ( Scrapbook)                  | Ulf Kvensler       | David Sundin                   | 15 kwietnia 2015 | nieemitowany |
| 14 | 4  | Svartsjuk ( Parental Guidance)         | Ulf Kvensler       | Greg Poehler, Bente Danielsson | 22 kwietnia 2015 | nieemitowany |
| 15 | 5  | Jag Älskar Dig ( American Club)        | Steffan Lindberg   | Peter Arrhenius                | 29 kwietnia 2015 | nieemitowany |
| 16 | 6  | Svensexa ( Swedish Bachelor Party)     | Steffan Lindberg   | David Sundin                   | 13 maja 2015     | nieemitowany |
| 17 | 7  | Mr. Bajskorv ( Hitting the Wall Party) | Steffan Lindberg   | Ulf Kvensler                   | 20 maja 2015     | nieemitowany |
| 18 | 8  | Sjukskriven ( Drug Deal Party)         | Steffan Lindberg   | Ulf Kvensler                   | 27 maja 2015     | nieemitowany |
| 19 | 9  | Fästman ( Little Brucie Party)         | Lisa James Larsson | Bente Danielsson, Greg Poehler | 3 czerwca 2015   | nieemitowany |
| 20 | 10 | Bröllopet (Sexy Dancing)               | Lisa James Larsson | Greg Poehler                   | 3 czerwca 2015   | nieemitowany |